# Mihaela Loghin
Mihaela Loghin (1º giugno 1952) è un'ex pesista rumena, vincitrice della medaglia d'argento alle Olimpiadi di Los Angeles 1984, a un solo centimetro dall'oro conquistato dalla tedesca Claudia Losch.

## Palmarès
| Anno | Manifestazione  | Sede              | Evento         | Risultato | Misura  | Note |
| ---- | --------------- | ----------------- | -------------- | --------- | ------- | ---- |
| 1975 | Universiadi     | Roma              | Getto del peso | Argento   | 18,21 m |      |
| 1979 | Universiadi     | Città del Messico | Getto del peso | Bronzo    | 19,41 m |      |
| 1983 | Mondiali        | Helsinki          | Getto del peso | 6ª        | 19,85 m |      |
| 1984 | Olimpiadi       | Los Angeles       | Getto del peso | Argento   | 20,47 m |      |
| 1986 | Europei indoor  | Madrid            | Getto del peso | Bronzo    | 19,07 m |      |
| 1986 | Europei         | Stoccarda         | Getto del peso | 8ª        | 19,15 m |      |
| 1987 | Mondiali indoor | Indianapolis      | Getto del peso | 7ª        | 18,44 m |      |
| 1987 | Mondiali        | Roma              | Getto del peso | 12ª       | nm      |      |